# Divisões administrativas em 1969
Nesta página encontrará referências aos acontecimentos directamente relacionados com a regiões administrativas ocorridos durante o ano de 1969.

## Eventos
- 29 de Outubro - Portugal: A Gafanha da Nazaré é elevada à categoria de vila.